# Rhasidat Adeleke
Rhasidat Adeleke (Dublín, 29 de agosto de 2002) es una deportista irlandesa que compite en atletismo, especialista en las carreras de velocidad.
Ganó una medalla de bronce en el Relevos Mundiales 2024 y tres medallas en el Campeonato Europeo de Atletismo de 2024.

## Palmarés internacional
| Relevos Mundiales  | Relevos Mundiales | Relevos Mundiales | Relevos Mundiales |
| Año                | Lugar             | Medalla           | Prueba            |
| ------------------ | ----------------- | ----------------- | ----------------- |
| 2024               | Nasáu (Bahamas)   | Medalla de bronce | 4 × 400 m mixto   |
| Campeonato Europeo |                   |                   |                   |
| Año                | Lugar             | Medalla           | Prueba            |
| 2024               | Roma (Italia)     | Medalla de oro    | 4 × 400 m mixto   |
| 2024               | Roma (Italia)     | Medalla de plata  | 400 m             |
| 2024               | Roma (Italia)     | Medalla de plata  | 4 × 400 m         |